# Alexander Karl Wasa

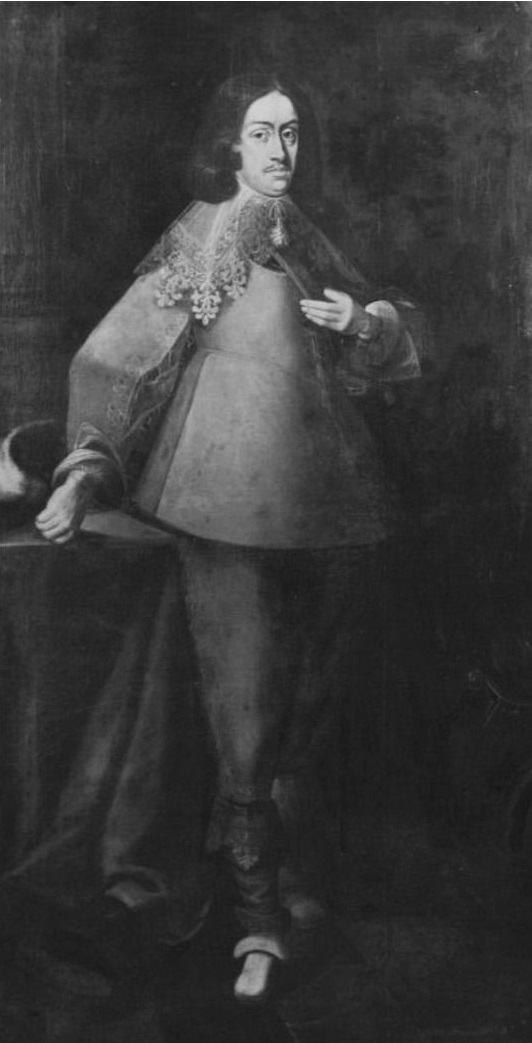
Portrait

Alexander Karl Wasa (polnisch Aleksander Karol Waza; * 14. November 1614 in Warschau, Polen-Litauen; † 19. November 1634 bei Warschau) war Prinz von Polen und Litauen, Sohn von Sigismund III. Wasa und Constanze von Österreich.

## Leben
Alexander Karl war der jüngste Sohn von König Sigismund III. Wasa, jedoch war er für den König der richtige Anwärter auf den Thron. Daher trug er den polnischen Adligen an, Alexander zum König zu wählen. Beide seine Elternteile verstarben kurz hintereinander 1631 und 1632. Zum König wurde sein Halbbruder Władysław IV. Wasa gewählt, für Alexander Karl verblieb kein weiteres Amt in Polen-Litauen. 1633 begab er sich daher mit dem Jesuiten Szymon Berent und seinem Bruder Johann Albert Wasa, zu dieser Zeit bereits Bischof von Ermland und Krakau, auf die Reise nach Italien. Im Jahr darauf traf er seinen Bruder Johann Kasimir in Lemberg, um an den Vorbereitungen an einem Feldzug gegen das Osmanische Reich teilzunehmen. Dort erkrankte er an den Pocken und starb auf der Rückreise nach Warschau kurz vor dem Erreichen des Zieles. Er wurde in der Krypta unterhalb der Wasa Kapelle der Wawel-Kathedrale in Krakau beigesetzt.